# スノーウィ
スノーウィ（英: Snowy、仏: Milou）はタンタンの冒険シリーズに登場する架空のキャラクターである。この漫画のシリーズはベルギーの漫画家エルジェによって描かれた。スノーウィはワイヤー・フォックス・テリアという種類の白い犬であり、物語の主人公タンタンの相棒でもある。
スノーウィの初出はシリーズ第1作目の『タンタン・ソビエトへ』であり、同作は1929年1月10日から1930年5月まで『20世紀子ども新聞』にて連載されていた。
スノーウィはエルジェがよく通っていたカフェにいたフォックス・テリアがモデルになっている。フランス語のもともとの名前であるミルゥは、エルジェの最初のガールフレンドのニックネームでもあった。
シリーズ初期の8作品において、スノーウィは頻繁に内心のつぶやきを読み手に語っていた。エルジェは第9作目の『金のはさみのカニ』でハドック船長を登場させたあとは、スノーウィの読み手に語りかける役割を減らした。

## 名称の由来
フランス語版におけるミルゥ (Milou) という名前は、フランス語圏における人名であるマリー・ルイーズ（Marie-Louise）の短縮形であり、エルジェの最初の恋人であるマリ＝ルイーズ・ヴァン・クツェム（Marie-Louise Van Cutsem）のニックネームが元になっている。マリ＝ルイーズの父親はエルジェの低い社会的地位が気に入らず、恋人同士の関係は悪かったものの、エルジェはマリ＝ルイーズのことを愛し続けていた。そして、彼女に因んでタンタンが最も信頼する相棒にミルゥという名前をつけた。
英語・日本語版におけるスノーウィ（Snowy）という名前は、毛色が白いからというだけでなく、Snowyと5文字にすることによって漫画のふきだしに収まるという理由もある。

## キャラクター
タンタンシリーズでしばしば活躍し、「犬科のヒーロー」と称されている。シリーズの初回から最終回まで一貫してタンタンの相棒を務め、旅の苦楽を共にする仲間でもある。また、タンタン以外では全てのコミックアルバムに登場する唯一のキャラクターである 。
人語を理解することができ、作中ではふきだしを活用してユーモアや恐怖の感情、そしてタンタンへの警戒を促すといった役割を果たしている。初期の作品では機械工学と地理学に関心を持っている描写が見られるほか、『タンタンのコンゴ探検』では聖書を引用している。
スノーウィのキャラクター性はシリーズが進むにつれて発達していった。初期の作品においては他の動物を含むキャラクターと言葉を交えたり、作中における状況を説明している。特に『金のはさみのカニ』でハドック船長が登場してからはその影響を受けることが多くなり、それまではタンタンの自信満々で楽観的な性格と釣り合いを取るために、そっけなく悲観的な発言が目立つキャラクターとして描かれていたが、ハドックの登場以降は次第に陽気な性格になっていった。また、タンタンとのみ会話するようになった。
タンタンが危機に瀕している時、自分よりもさらに大きい動物に対しても恐れることなく、たびたび勇敢な姿を示す様子が作中で描かれている。タンタンが監禁された時や、危険な状況に陥った際にも度々タンタンを救出している。また、時にはタンタンより先に犯人を突き止める事もある。
タンタンに忠実であるあまり常に彼の傍にいたいと思っているようで、『ふしぎな流れ星』においてタンタンが一時的にスノーウィを見捨ててしまった場面では大いに悲しんでいた。他にも『ファラオの葉巻』でタンタンがスパイ容疑で処刑された時（実際は死んだふりをしていた）は、彼が埋葬された墓前で夜まで泣き明かしていた。唯一の弱点はクモ恐怖症の節があること。
ウイスキーが大好物であり、飲酒する場面もある（『タンタン ソビエトへ』と『タンタンチベットをゆく』） 。また食欲も旺盛で骨が好きすぎるあまりに、SOSメッセージを届けるような重要な任務を遂行するか、骨を拾い上げるかのどちらかを決断しなければならないような場合に、ジレンマに陥ることがしばしばある 。『ビーカー教授事件』において、ムーランサール城にいるシャム猫を騒々しく追いかけ回していたが、物語の終盤で二匹は仲良くなっていた。

## 漫画以外のメディアでのスノーウィ
1930年5月8日、『タンタン・ソビエトへ』の連載が終了し、 スノーウィとタンタンのためのイベントがベルギーのブリュッセル北駅にて行われた。スノーウィの役はエルジェが通っていたカフェのオーナーが飼っているフォックステリアがつとめた 。テレビシリーズの『タンタンの冒険』の中では、スーザン・ローマンがスノーウィの声をあてた 。しかし、作中のようなスノーウィの台詞は無かった。
コンピューターアニメーションの観点からすると、スノーウィはモーションキャプチャーによる映画『タンタンの冒険/ユニコーン号の秘密』を2011年に製作するうえで最も難しいキャラクターであった。犬の毛を表現することは一般的に難しいが、スノーウィは毛色が白く、また巻毛であるため表現するのがより困難だった。 もう一つの問題は、映画においてスノーウィを常に特定の角度から映し、スノーウィであることを認識できるようにすることが困難だったということだった。 映画製作の初期の過程において、スタジオでモーションキャプチャーが行われた時、製作班は本物の犬にスノーウィを演じさせるつもりだった。その後、本物の犬の代わりにパペットが使われ、操り人形師がパペットを操作した。役者がパペットと一緒に演技した後、スノーウィとその他のキャラクターをアニメ化する作業が行われた。

## 記念碑など

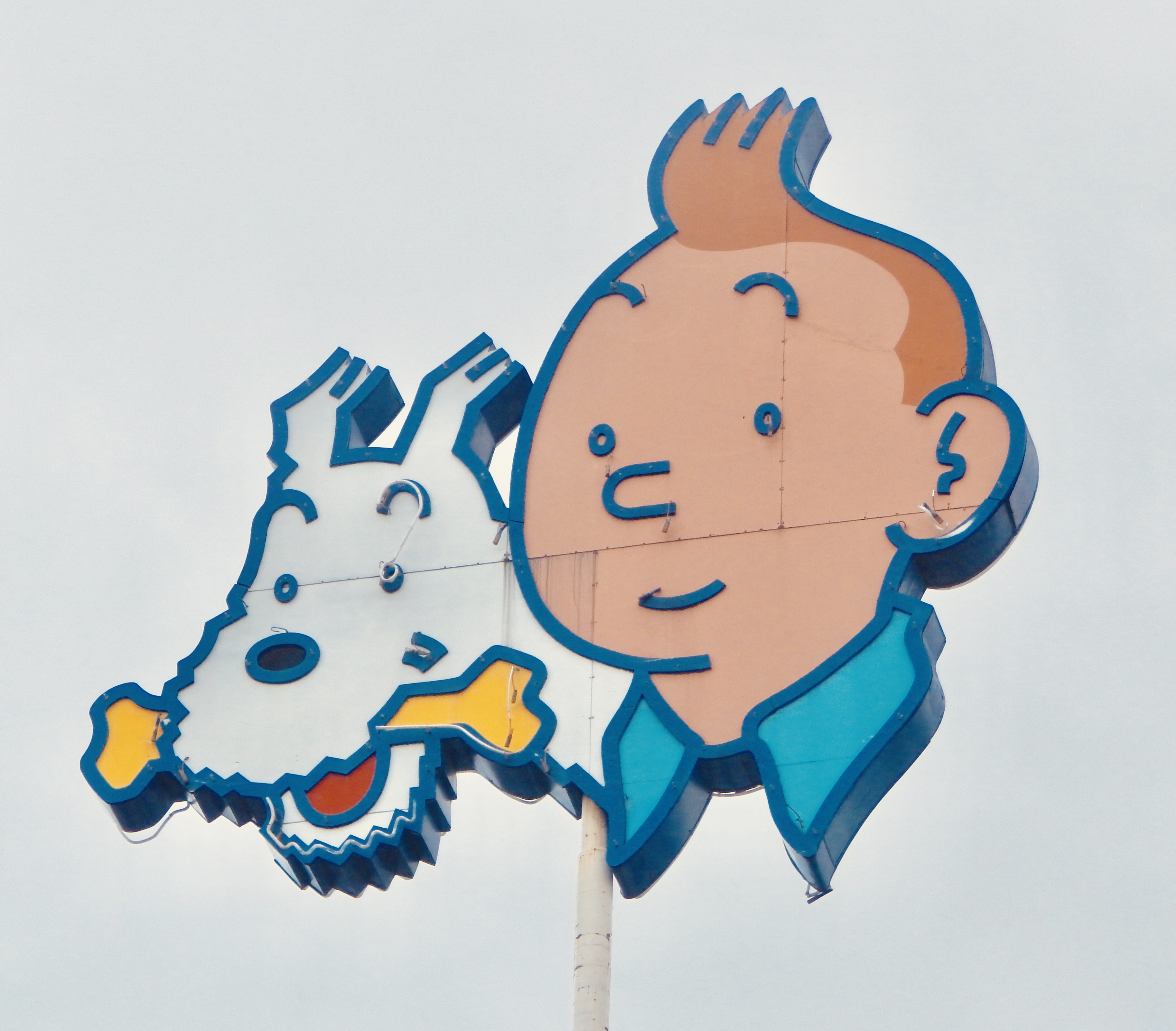
ブリュッセルにあるタンタンとスノーウィの看板

- エチューブ通りの建物の壁には、『ビーカー教授事件』のタンタン、ハドック船長、スノーウィたちが非常階段を降りている場面が再現されている[18]。
- ブリュッセルの中心にあるロンバードの建物（ブリュッセル南駅の近く）の屋上には2つの巨大なスノーウィとタンタンの顔の看板があり、夜になるとネオンによるライトアップがされている。なお、ロンバードはタンタンの冒険シリーズを編集していた会社だった[19][20]。
- ブリュッセル内の地下鉄のストッケル駅には、タンタンの漫画にあるシーンを壁画として描いた複数の巨大なパネルがある[18]。